# 新九頭竜橋
新九頭竜橋（しんくずりゅうばし）は、福井県福井市にある福井県道268号福井森田丸岡線の橋梁。北陸新幹線と下部工を共有する鉄道道路併用橋であり、北陸新幹線の橋梁としては九頭竜川橋梁である。福井市上野本町（右岸）と、同市中藤新保町（左岸）の間の九頭竜川に架かる。

## 概要
北陸新幹線と福井県道268号福井森田丸岡線が併用する橋で、九頭竜川を渡る地点、ハピラインふくい線森田駅の東側で福井駅からは北東およそ5 kmの位置にある。橋脚を共用し、北陸新幹線の両側を県道が通る構造となっている。当初、県道は新幹線と別の位置で九頭竜川を渡る計画であったが、2006年（平成18年）に都市計画を鉄道道路併用橋へ変更し、下部工のうち共用する橋脚部に関しては整備新幹線建設の事業主体である鉄道建設・運輸施設整備支援機構（鉄道・運輸機構）が行い、上流側から南行道路・新幹線・北行道路の3本で独立している橋台部並びに上部工は福井県と鉄道・運輸機構がそれぞれ建設した。新幹線と道路の併用橋は日本初となった。なお、新幹線通過時の風圧は、福井駅手前で減速していること、道路より高い位置を新幹線が通ることなどから影響は少ないとしている。
2021年（令和3年）5月29日に、両河岸からの橋桁が繋がり、閉合式が行われた。2022年（令和4年）10月22日に、新九頭竜橋を含む福井森田丸岡線（福井市上野本町 - 同市寺前町間）の1.6 kmが先行して開通した。
道路橋の名称は地元の意見などを踏まえ、仮称としていた「新九頭竜橋」で正式決定した。また、北陸新幹線金沢敦賀間開業後の2024年3月31日に開催された「ふくい桜マラソン2024」（福井県で初めてとなるフルマラソン大会）では、新九頭竜橋を通るフルマラソンコースが使われた。
「九頭竜川橋梁・新九頭竜橋」として2023年度（令和5年度）の土木学会田中賞作品部門、「北陸新幹線九頭竜川橋梁・福井県道新九頭竜橋」として同年度のプレストレストコンクリート工学会賞（作品賞）を受賞した。

## 建設の概要
2015年（平成27年）10月、橋脚部から建設に着手。2018年（平成30年）10月に上部工をカンチレバー工法によりで右岸・左岸両方から架設し、2021年（令和3年）4月中旬に橋桁が閉合した。
全長は、道路の上流部（南行き）が416 m、北陸新幹線と道路の下流部（北行き）が414 mとなっている。